# Classificatori della lingua cinese
La lingua cinese moderna fa ampio uso di quelli che vengono chiamati classificatori o parole di misura. Uno degli utilizzi basilari dei classificatori lo troviamo nelle frasi nelle quali un nome è qualificato da un numerale: quando una frase come "una persona" o "tre libri" viene tradotta in cinese, normalmente è necessario inserire un classificatore tra il numerale e il sostantivo. Per esempio, nel mandarino standard, la prima di queste frasi sarebbe 一个人 yī ge rén, dove yī significa "uno", rén significa "persona", e ge è il classificatore richiesto. Ci sono anche altri contesti grammaticali nei quali i classificatori vengono usati, come dopo i dimostrativi 这 zhè ("questo") e 那 nà ("quello"); tuttavia, quando un nome si trova da solo senza alcun qualificatore, non è necessario un classificatore. Vi sono anche diversi usi dei classificatori: per esempio, quando posizionati dopo un nome invece che prima di esso, o quando ripetuti, essi indicano un plurale o una quantità indefinita.
I termini "classificatore" e "parola di misura" (in inglese measure word) sono spesso intercambiabili (sarebbero l'equivalente del termine cinese 量词 (量詞) liàngcí, che letteralmente significa appunto "parola di misura"). Ogni tanto, però, i due vengono distinti, con classificatore che denota una particella senza alcun significato proprio, come nell'esempio sopra, e parola di misura che indica una parola usata per una particolare quantità o misurazione di qualcosa, come "goccia", "tazza" o "litro". L'ultimo tipo include anche alcune parole che indicano durata di tempo, unità di moneta, ecc. Questi due tipi possono alternativamente essere chiamati count-classifiers e mass-classifiers: questo perché il primo tipo può solamente, in maniera sensata, essere usato con i nomi numerabili (o count-nouns), mentre il secondo è usato in particolare con i nomi di massa (mass-nouns, o uncountable nouns). In qualunque caso, il comportamento grammaticale di questi due tipi è per la maggior parte identico.
Quasi tutti i nomi hanno uno o più classificatori associati a loro, i quali dipendono spesso dalla natura delle cose che essi denotano. Per esempio, molti nomi che denotano oggetti piatti come tavoli, fogli, letti o panchine, usano il classificatore 张 (張) zhāng, mentre molti oggetti lunghi e piatti usano 条 (條) tiáo. Il numero totale dei classificatori in cinese può essere compreso tra le poche dozzine e le centinaia, in base a come essi vengono contati. Il classificatore 个 (個), pronunciato gè o ge in mandarino, oltre ad essere il classificatore standard per molti nomi, serve anche come "classificatore generico", che può spesso (ma non sempre) essere usato al posto di altri classificatori; nel linguaggio informale, o nel parlato, i parlanti nativi tendono ad usare questo classificatore molto più di qualunque altro, seppure loro sappiano, quando gli viene richiesto, quale classificatore è "il corretto". I mass-classifiers possono essere usati con tutti i tipi di nomi con i quali hanno senso: per esempio, 盒 hé ("scatola") può essere usato per indicare scatole di oggetti, come lampadine o libri, seppure questi nomi verrebbero accompagnati dai loro specifici count-classifiers se venissero contati come oggetti singoli. Gli studiosi hanno diversi punti di vista su come deriva l'unione tra nomi e classificatori: alcuni motivano questa unione basandosi sulle caratteristiche semantiche innate del nome (per esempio, tutti i nomi che denotano oggetti "lunghi" si uniscono a un certo classificatore per via della loro intrinseca lunghezza), mentre altri vedono l'unione motivata più dall'analogia con l'originale accoppiamento (per esempio, "dizionario" ha preso lo stesso classificatore della parola più comune "libro"). Ci sono alcune differenze negli accoppiamenti usati, con parlanti di diversi dialetti che spesso usano diversi classificatori per lo stesso oggetto. Alcuni studiosi hanno proposto che l'uso delle frasi con i classificatori possa essere guidato meno dalla grammatica e più da interessi di stile o di pragmatica.
Molte lingue vicine al cinese hanno sistemi di classificatori simili, il che porta alla discussione sull'origine del sistema cinese. Costruzioni antiche simili a quelle dei classificatori, che usavano un nome ripetuto piuttosto che un classificatore specifico, sono attestate in cinese già dal 1400 a.C., ma classificatori veri e propri non compaiono fino a molto dopo. Inizialmente, i classificatori e i numeri venivano posizionati dopo il nome, e probabilmente si sono mossi prima di esso qualche tempo dopo il 500 a.C. L'uso dei classificatori non divenne obbligatorio nella grammatica cinese circa fino al 1100 d.C. Molti nomi vennero associati a specifici classificatori prima di altri, e i primissimi probabilmente erano nomi che si riferivano a oggetti culturali di valore, come "cavallo" o "poema". Molte parole che sono oggi classificatori erano inizialmente nomi veri e propri; in alcuni casi, il loro significato si è gradualmente opacizzato, fino al punto che oggi vengono usati esclusivamente come classificatori.

## Uso
In cinese, generalmente, un numerale non può quantificare da solo un nome: la lingua deve fare affidamento sui classificatori, o anche chiamati parole di misura. Quando un nome è preceduto da un numero, un dimostrativo come "questo" o "quello", o un certo quantificatore come "ogni", normalmente deve essere inserito un classificatore prima del nome. Così, mentre i parlanti italiani dicono "una persona" o "questa persona", i parlanti di lingua mandarina dicono rispettivamente 一个人 (yí ge rén, una CL persona) o 这个人 (zhè ge rén, questa CL persona). Se un nome è preceduto sia da un dimostrativo che da un numero, il dimostrativo viene prima (esattamente come avviene in italiano, "questi tre gatti"). Se invece un aggettivo modifica il nome, esso solitamente viene dopo il classificatore e prima del nome. La struttura generale di una frase con dei classificatori è: 
dimostrativo – numero – classificatore – aggettivo – nome
La tabella seguente fornisce esempi di frasi comuni in cui compaiono i classificatori. Mentre la maggior parte dei nomi italiani non necessita un classificatore o una parola di misura (eccetto rari casi come "cinque capi di bestiame"), quasi tutti i nomi cinesi ne hanno bisogno: così, nella prima tabella, le frasi che non hanno un classificatore in italiano ne hanno uno in cinese.
| | dimostrativo | numero | classificatore | aggettivo   | nome     |  | Equivalente in italiano |
| --- | ------------ | ------ | -------------- | ----------- | -------- |  | ----------------------- |
| NUM-CL-N |              | 三 tre | 只 CL          |             | 猫 gatto |  | "tre gatti"             |
| DIM-CL-N | 这 questo    |        | 只 CL          |             | 猫 gatto |  | "questo gatto"          |
| NUM-CL |              | 三 tre | 只 CL          |             |          |  | "tre (di essi)"*        |
| NUM-CL-AGG-N |              | 三 tre | 只 CL          | 黑 nero     | 猫 gatto |  | "tre gatti neri"        |
| DIM-NUM-CL-AGG-N | 这 questo    | 三 tre | 只 CL          | 黑 nero     | 猫 gatto |  | "questi tre gatti neri" |
| NUM-CL-AGG |              | 三 tre | 只 CL          | 黑的** nero |          |  | "tre neri"*             |
| * Quando "gatti" è già evidente dal contesto, come in "Quanti gatti hai?" "Ne ho tre." ** Quando un aggettivo in cinese appare da solo, senza alcun nome dopo, viene aggiunto 的. L'uso di 的 in questo esempio non è collegato alla presenza di classificatori. |              |        |                |             |          |  |                         |

| | dimostrativo | numero    | classificatore | aggettivo     | nome        |  | Equivalente in italiano                 |
| --- | ------------ | --------- | -------------- | ------------- | ----------- |  | --------------------------------------- |
| NUM-CL-N |              | 五 cinque | 头 CL          |               | 牛 bestiame |  | "cinque capi di bestiame"               |
| DIM-CL-N | 这 questo    |           | 头 CL          |               | 牛 bestiame |  | "questo capo di bestiame"               |
| NUM-CL |              | 五 cinque | 头 CL          |               |             |  | "cinque capi"*                          |
| NUM-CL-AGG-N |              | 五 cinque | 头 CL          | 大 grande     | 牛 bestiame |  | "cinque capi di bestiame grande"        |
| DIM-NUM-CL-AGG-N | 这 questo    | 五 cinque | 头 CL          | 大 grande     | 牛 bestiame |  | "questi cinque capi di bestiame grande" |
| NUM-CL-AGG |              | 五 cinque | 头 CL          | 大的** grande |             |  | "cinque capi di quelli grandi"*         |
| * Quando "bestiame" è già evidente dal contesto, come in "Quanto bestiame hai?" "Ne ho cinque capi." ** Quando un aggettivo in cinese appare da solo, senza alcun nome dopo, viene aggiunto 的. L'uso di 的 in questo esempio non è collegato alla presenza di classificatori. |              |           |                |               |             |  |                                         |

Dall'altra parte, quando un nome non è contato o è introdotto da un dimostrativo, un classificatore non è necessario: per esempio, c'è un classificatore in 三辆车 (sān liàng chē, tre CL macchina, "tre macchine"), ma non in 我的车 (wǒ-de chē, io-possessivo macchina, "la mia macchina"). Inoltre, dato che in cinese spesso i numerali e i dimostrativi non sono obbligatori, i parlanti possono decidere di non usarli, e perciò anche di non usare un classificatore. Per esempio, per dire "Zhangsan si trasformò in un albero", sia 张三变成了一棵树 (Zhāngsān biànchéng -le yì kē shù, Zhangsan trasforma PASSATO uno CL albero), sia 张三变成了树 (Zhāngsān biànchéng -le shù, Zhangsan diviene PASSATO albero) sono corretti. L'uso dei classificatori dopo i dimostrativi è infatti opzionale. Allo stesso modo, nel parlato colloquiale e in certe frasi idiomatiche, i classificatori spesso non vengono usati addirittura nelle frasi con i numerali.
È anche possibile che un classificatore quantifichi da solo un nome, con il numerale ("uno") omesso, come in 买匹马 mǎi pī mǎ "comprare CL cavallo", ovvero "comprare un cavallo".

### Usi specializzati

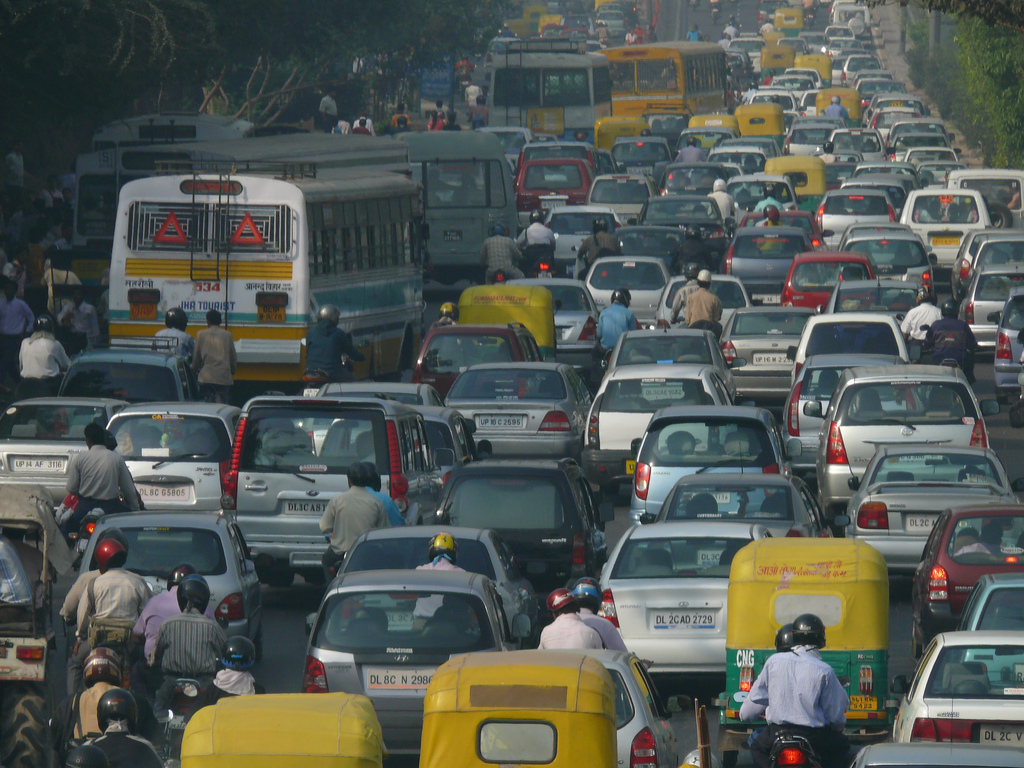
La frase 车辆 (chē-liàng, macchina-CL) ha il classificatore dopo il nome. Potrebbe riferirsi, per esempio, alle "macchine sulla strada".

Oltre al loro uso con i numerali e i dimostrativi, i classificatori hanno altre funzioni. Un classificatore posizionato dopo un nome esprime una quantità plurale o indefinita di esso. Per esempio,书本 (shū-běn, libro-CL) significa "i libri" (per esempio, su una mensola, o in una biblioteca), mentre la costruzione standard
一本书 (yì běn shū, uno-CL libro) significa "un libro".
Molti classificatori possono essere reduplicati per significare "ogni". Per esempio, 个个人 (gè-ge rén, CL-CLpersona) significa "ogni persona".
Infine, un classificatore usato insieme a 一 (yī, "uno") e che si trova dopo un nome trasmette un significato simile a "tutti di", o "il tutto" o "un/una ___pieno/piena di". La frase 天空一片云 (tiānkōng yí piàn yún, cielo uno-CL nuvola), che significa "un cielo pieno di nuvole", usa il classificatore 片 (piàn, pezzo), che si riferisce al cielo, non alle nuvole.

## Tipi
La maggior parte dei classificatori contano o classificano i sostantivi ("classificatori nominali", come quelli che abbiamo visto negli esempi fino ad ora, e che si oppongono ai "classificatori verbali"). Questi sono ulteriormente suddivisi in count-classifiers e mass-classifiers, descritti più sotto. Nel parlato colloquiale, le persone spesso usano il termine "parola di misura", o il suo corrispondente termine cinese 量词 liàngcí, per coprire sia il significato di count-classifier che di mass-classifier, nonostante i tipi di parole raggruppate sotto questo termine non siano tutte le stesse. In particolare, i diversi tipi di classificatori mostrano numerose differenze nel significato, nei tipi di parole alle quali si attaccano, e nel comportamento sintattico.
Il cinese ha un vasto numero di classificatori nominali: in mandarino, le stime dei numeri vanno dalle "diverse dozzine", o "circa 50", a "sopra i 900". La differenza è così ampia dato che alcune di queste stime includono tutti i tipi di classificatori, mentre altre includono solo i count-classifiers; inoltre, l'idea di cosa costituisce un "classificatore" è cambiata durante il tempo. Ad oggi, i dizionari normali ne includono dai 120 ai 150; il Syllabus of Graded Words and Characters for Chinese Proficiency ne conta 81; una lista fatta da Gao Ming e Barbara Malt, invece, ne include 126. Comunque, il numero dei classificatori che vengono usati tutti i giorni o nell'uso informale potrebbe essere inferiore: la linguista Mary Erbaugh ha affermato che circa due dozzine di "classificatori centrali" rappresentano la maggior parte dei classificatori usati. Complessivamente, in qualunque caso, il sistema di classificatori è così complesso che sono stati pubblicati dei dizionari specializzati in proposito.

### Bibliografiche
1. ↑  Li, Thompson, p. 104.
2. ↑  Hu, p. 13.
3. ↑  Gli esempi sono stati adattati a quelli che si trovano nelle seguenti opere: Hu, p. 13, Erbaugh, pp. 403-404, e Li, Thompson, pp. 104-105.
4. ↑  Zhang, p. 47.
5. ↑  Li, p. 1119.
6. ↑  Sun, p. 159.
7. ↑  Sun, p. 160.
8. ↑  Li, Thompson, p. 82.
9. ↑  Li, Thompson, pp. 34-35.
10. ↑  Li, Thompson, p. 111.
11. ↑  Hu, p. 9.
12. ↑  Li, p. 1116; Hu, p. 7; Wang, p. 22, 24–25; He, p. 8. Vedi anche l'utilizzo in Fang, Connelly, 2008, e nella maggior parte dei libri di testo che introducono la lingua cinese.
13. ↑  Li, Thompson, p. 105.
14. ↑  Chao, sezione 7.9.
15. ↑  Zhang, p. 44.
16. ↑  Erbaugh, p. 403; Fang, Connelly, p. IX.
17. ↑  He, p. 234.
18. 1 2  Gao, Malt, p. 1133.
19. ↑  Erbaugh, p. 403.